# 三原邦彦
三原 邦彦（みはら くにひこ、1970年7月23日 - ）は、日本の実業家。株式会社ビー・スタイル代表取締役会長。東京都出身。

## 経歴
- 世田谷学園高等学校卒
- 芝浦工業大学工学部機械工学科卒
- 株式会社インテリジェンス（現・パーソルキャリア株式会社）入社
- 同社にてエンジニア派遣事業部執行役員
- 子会社のECサーブテクノロジー株式会社代表取締役社長に就任。

（その後、IT事業の拡大に伴い、2005年12月に株式会社インテリジェンスに統合）
- 2002年7月 株式会社ビー・スタイル　代表取締役社長に就任
- 2017年　同社代表取締役会長に就任

## テレビ出演
- 日経スペシャル カンブリア宮殿 眠れる"資源"を宝に変える！新ビジネスSP（2015年12月3日、テレビ東京）[1]